# کومیانا
کومیانا (به ایتالیایی: Cumiana) یک کومونه در ایتالیا است که در استان تورین واقع شده‌است.

## خصوصیات
کومیانا ۶۰٫۸ کیلومترمربع مساحت و ۷٬۸۸۲ نفر جمعیت دارد و ۳۷۷ متر بالاتر از سطح دریا واقع شده‌است.

## خواهرخوانده
شهر San Guillermo خواهرخواندهٔ کومیانا هست.